# Daisy Coleman
Catherine Daisy Coleman (30 de marzo de 1997 – 4 de agosto de 2020) fue una defensora de víctimas de agresión sexual estadounidense y protagonista del documental de 2016 Audrie & Daisy, por el que recibió un premio Cinema Eye Honor. Coleman cofundó la organización sin fines de lucro SafeBAE, cuyo objetivo era prevenir la agresión sexual en las escuelas. Falleció por suicidio a los 23 años de edad.

## Primeros años de vida
Sus padres fueron Melinda, una veterinaria y Michael Coleman, un médico. Tuvo tres hermanos. En 2009, Michael, Daisy y uno de sus hermanos viajaban en coche para ver a otro de sus hermanos en una competición de lucha libre cuando el coche chocó contra el hielo y se cayó por un barranco, accidente en el que falleció su padre. Tras su muerte, Coleman y el resto de su familia se mudaron a Maryville, Misuri.

## Agresión sexual e investigación en 2012
En enero de 2012, Matthew Barnett, de 17 años, de Maryville, fue arrestado por la violación y agresión sexual de Coleman, que entonces tenía 14 años. Un joven de 15 años fue acusado de agredir sexualmente a la amiga de 13 años de Coleman, y un tercer joven admitió haber grabado la agresión con un teléfono móvil. En 2013 tuvo lugar una controversia importante cuando el fiscal del condado retiró los cargos de delito grave y delito menor contra el primer joven, Matthew Barnett, que formaba parte de la familia de Rex Barnett, un ex-representante estatal influyente, y el fiscal del condado de Nodaway retiró el cargo de delito grave de explotación sexual contra el tercer joven.
En octubre de 2013 volvió a cubrirse el caso en los medios, y poco después se desató la indignación de comunidades en línea, entre ellas Anonymous. Michael Schaffer informó sobre el incidente para The New Republic, y describió Maryville como un "infierno sin ley". En 2014, se designó a un fiscal especial para volver a investigar el caso. Matthew Barnett se declaró culpable de un delito menor de segundo grado por poner en peligro el bienestar de una niña al abandonarla fuera de su casa, y fue sentenciado por el juez del Tribunal de Circuito de Missouri Glen Dietrich a cuatro meses de cárcel que fueron suspendidos a favor de dos años de libertad condicional. Fue sentenciado en un tribunal de menores por agresión.

## Carrera y activismo
Coleman y su hermano mayor, Charlie, abogaron en todo el país por las personas supervivientes de agresión sexual. El HuffPost nombró a Coleman una de las "13 adolescentes más valientes de 2013". La historia de Coleman apareció en el documental de Netflix de 2016 Audrie & Daisy. Coleman y Audrie Pott recibieron el premio Cinema Eye Honor 2016 por protagonizar una película de no ficción "memorable e inolvidable". Coleman asistió al Missouri Valley College. Fue cofundadora de SafeBAE (Before Anyone Else), una organización sin ánimo de lucro destinada a poner fin a las agresiones sexuales en las escuelas. En junio de 2018, Coleman se mudó a Colorado Springs, Colorado, y estuvo trabajando de tatuadora. Trabajó en un segundo proyecto cinematográfico titulado Saving Daisy, centrado en su proceso de recuperación, su trastorno de estrés postraumático y el uso de terapias CBD y EMDR.

## Vida personal y muerte
Después de la agresión sexual, Coleman intentó suicidarse en múltiples ocasiones. Se convirtió en el blanco de acoso diario, lo que llevó a la familia a mudarse de Maryville a Albany, Misuri. Sus casas sufrieron daños sospechosos por incendio en los condados de Nodaway y Gentry. En junio de 2018 su hermano menor, Tristán, murió en un accidente automovilístico a los 19 años.
Coleman se suicidó el 4 de agosto de 2020 a los 23 años. El 6 de diciembre del mismo año su madre Melinda también se suicidó.

## Documental
| Año  | Título         | Papel      | Notas                                                |
| ---- | -------------- | ---------- | ---------------------------------------------------- |
| 2016 | Audrie & Daisy | Ella misma | En los créditos aparece como Catherine Daisy Coleman |
| 2019 | Saving Daisy   | Ella misma | En los créditos aparece como Catherine Daisy Coleman |